# Кіндзерська Ірина Миколаївна
Іри́на Микола́ївна Алі́єва (до шлюбу — Кіндзерська; нар. 13 червня 1991, м. Кам'янець-Подільський, Хмельницька область) — українська і азербайджанська дзюдоїстка, бронзова призерка XXXII літніх Олімпійських ігор у Токіо.

## Спортивний шлях
2008 — чемпіонка Європи і світу серед молоді з боротьби самбо.
2008 та 2010 — чемпіонка України 2008 і 2010.
2009 — бронзова призерка чемпіонату світу серед поліцейських.
2009 — бронзова призерка Всесвітньої Універсіади 2009.
2010 — чемпіонка Європи та світу серед молоді 2010.
Призерка Кубку Світу 2009-11 років з дзюдо.
Учасниця Олімпійських ігор-2012.
На Олімпіаді показала найкращий результат серед українців-дзюдоїстів, ставши п'ятою.
Найкраща дзюдоїстка України-2012.
У її скарбничці виграні поєдинки Чемпіонату Європи в Челябінську та п'яте місце Grand Slam у Парижі.
У квітні 2013 року на Чемпіонаті Європи із дзюдо в Будапешті — в особистому заліку — у ваговій категорії над 78 кг посіла третє місце. Поступилася представниці Франції Емілі Андеол та словачці Люсії Полавдер.
На Гран-прі із дзюдо в Ташкенті жовтнем 2014 року здобула срібну медаль, поступившись Світлані Ярьомці.
У грудні 2014 року на змаганнях Гран-прі з дзюдо в південнокорейському місті Тегу здобула бронзову медаль, поступившись у півфіналі представниці Південної Кореї Кім Джіюн.
У 2017 році, Ірина, що вийшла заміж за азербайджанця, змінила громадянство і стала виступати за Азербайджан. За словами головного тренера штатної збірної України Віталія Дуброви у збірній України Ірина Кіндзерська мала багато конкурентів у своїй категорії, тому вона вважала, що у складі збірної Азербайджану їй буде легше пробитися на Олімпіаду, та й фінансові умови там значно кращі. Виступаючи за Азербайджан, стала бронзовою призеркою чемпіонату світу 2017 року та дворазовою срібною призеркою Ісламських ігор солідарності.